# Џин Рис
Џин Рис (рођена као Ела Гвендолин Рис Вилијамс; Розо, 24. август 1890 — Ексетер, 14. мај 1979) била је велшка списатељица. 
Рођена је и одрасла на карипском острву Доминика. Са 16 година углавном је боравила у Енглеској, где су је послали на школовање. Најпознатија је по роману Wide Sargasso Sea (1966), написаном као увод у Jane Eyre Шарлоте Бронте. Године 1978. именована је носиоца Ордена Британскога царства трећега реда. 

## Младост
Њен отац, Вилијам Рис, био је велшки лекар, а њена мајка Мина Вилијамс, рођена Локарт, трећа генерација доминиканског креолског шкотског порекла („Креолски“ се у то доба широко користио за означавање било које особе рођене на острву, било да је пореклом из Европе или Африке, или оба). Имала је брата. Породица њене мајке имала је имање, бившу плантажу, на острву.
Рис се школовала у Доминики до 16. године, када је послата у Енглеску да живи код тетке, јер су јој односи са мајком били тешки. Похађала је школу за девојке "Перс" у Кембриџу, где су је исмевали као аутсајдера због њеног акцента. 
Похађала је два термина на Краљевској академији драмске уметности у Лондону до 1909. Њени инструктори су очајавали због тога што је икада научила да говори „прави енглески језик“ и саветовали су оца да је одведе. Пошто није могла да се усавршава за глумицу и одбијала је да се врати на Карибе како су њени родитељи желели, Вилијамс је са радила као хорска девојчица, усвојивши имена Вивијен, Ема или Ела Греј. Обишла је британске мале градове и вратила се собама или пансионима у запуштене лондонске четврти.
Након што јој је отац умро 1910. године, чинило се да је почела да експериментише са животом. Постала је љубавница богатог мешетара Ланцелот Греја Хју Смита, чији је отац Хју Колин Смит био гувернер Енглеске банке. Иако нежења, Смит није хтео да се венча са Рис и њихова веза убрзо је завршила. Међутим, и даље јој је био повремени извор финансијске помоћи. Затим се у њеном животу десило много разних ствари, укључујући скоро фатални побачај. Рис је започела са писањем и произвела рану верзију свог романа Voyage in the Dark. 1913. једно време је била самозапослена у Лондону.
Током Првог светског рата, Рис је служила као добровољац у војној мензи. 1918. радила је у пензионом уреду.

## Брак и породица
1919. године, Рис се удала за Вилема Јохана Марија Ленглета, француско-холандског новинара, шпијуна и текстописца. Био је први од њена три мужа. Она и Ленглет путовали су Европом. Имали су двоје деце, сина који је умро млад и ћерку. Развели су се 1933. године, а ћерка је углавном живела са оцем.
Следеће године, Рис се удала за Лезлија Тилдена-Смита, енглеског уредника. 1936. отишли су на кратко у Доминику, тад се први пут Рис вратила кући откако је кренула у школу. Открила је да се њено породично имање погоршава, а острвски услови су постали мање пријатни. Њен брат Оскар живео је у Енглеској, а она се бринула за неке његове финансијске послове, склапајући нагодбу са женом на острву која је била мајка Оскарове ванбрачне деце.
Рис је 1937. године започела пријатељство са Елиотом Блисом (која је своје име узела у част двојице аутора којима се дивила). Две жене имале су карипско порекло. Преписка између њих две је преживела.
1939. Рис и Тилден-Смит преселили су се у Девон, где су живели неколико година. Умро је 1945. Рис се 1947. године удала за Макса Хамера, адвоката који је био рођак Тилден-Смита. Осуђен је за превару и затворен након њиховог венчања. Умро је 1966.

## Књижевна каријера
Рис је 1924. године дошао под утицај енглеског писца Форда Мадокса Форда. Након сусрета са Фордом у Паризу, Рис је написала кратке приче под његовим покровитељством. Форд је препознао да јој је њено искуство изгнанства дало јединствено гледиште и похвалио је њен "јединствени инстинкт форме". „Долазећи из Западне Индије, [Форд] је изјавио,„ са застрашујућим увидом и ... страшћу да износи случај underdog-а, пустила је своје перо на леве обале Старог света“. Ово је написао у свом предговору њеној дебитантској збирци кратких прича The Left Bank and Other Stories (1927).
Форд је био тај који јој је предложио да промени име из Ела Вилијамс у Џин Рис. У то време њен муж је био у затвору због, како је Рис описала, "валутних неправилности".
Рис се преселила код Форда и његове дугогодишње партнерке Стел Бовен. Уследила је афера са Фордом, коју је приказала у измишљеном облику у свом роману Quartet (1928). Њен главни јунак је насукана странкиња, Марија Зели, која се нашла у немилости незнанаца када јој је муж затворен у Паризу. Филмска адаптација романа из 1981. године, у продукцији Merchant Ivory Productions, глумиле су Меги Смит, Исабел Адјани, Ентони Хигинс и Алан Бејтс.
У филму After Leaving Mr. Mackenzie (1931), главна јунакиња Џулија Мартин је расплетенија верзија Марије Зели. Господин Макензи је напустио Џулију Мартин, а не обрнуто. Теме укључују удео аутсајдера, невоље потцењивача, богатих наспрам сиромашних, отуђеност жена, усамљеност, сиромаштво, смрт, тугу, носталгију за детињством и потрагу за љубављу. Роман је из три дела, сваки је подељен на нумерисана, насловљена поглавља.
Voyage in the Dark (1934), прича о полутрагичној судбини своје младе протагонисткиње Ане Морган, коју је небрижна маћеха преселила из свог карипског дома у Енглеску, након смрти њеног оца. Када напусти школу, а маћеха Хестер престане финансијски да је подржава, Ана покушава да се издржава као хорска девојчица, а затим се повеже са старијим човеком по имену Волтер који је финансијски издржава. Кад је он напусти, њена прича постаје трагична.
Good Morning, Midnight (1939) често се сматра наставком Рисиних прва два романа. Овде користи модификовани ток свести да изрази искуства остареле жене, Саше Џенсен, која пије, узима таблете за спавање и опседнута је сопственим изгледом, и поново креће у Париз. Good Morning, Midnight је признато као добро написано дело, али сматрано је много депресивним. Објављено је кад је избио Други светски рат и читаоци тражили оптимизам. Ово је наизглед завршило Рисину књижевну каријеру.
Четрдесетих година, Рис се у великој мери повукла из јавног живота. Од 1955. до 1960. живела је у Будеу у држави Корнвал, где је била несрећна, називајући је „Bude the Obscure“, пре него што се преселила у Черитон Фицпејну, малом селу у Девону.
Након дугог избивања из јавности, поново је открила Селма Ваз Диас, која је 1949. године поставила оглас у New Statesman питајући о њеном боравишту, с циљем да стекне права за адаптацију свог романа Good Morning, Midnight за радио. Рис је одговорила, а након тога је развила дуготрајно пријатељство са Ваз Диас, која ју је охрабрила да поново почне писати. Ово охрабрење на крају је довело до објављивања 1966. године њеног критички хваљеног романа Wide Sargasso Sea. Књига је добила запажену књижевну награду WH Smith Literary Award 1967. године.
Вратила се темама доминације и зависности, посебно у браку, приказујући обострано болан однос између привилегованог Енглеза и креолке из Доминике. И мушкарац и жена ступају у брак под погрешним претпоставкама о другом партнеру. Њен женски протагониста се удаје за господина Рочестера и пропада у Енглеској као "луда на тавану". Рис приказује ову жену из сасвим другачије перспективе од оне у Џејн Ејр. Диана Атил и писац Францис Виндам помогли су да се оживи интересовање за Рисино дело. Било је филмских, оперских и радио адаптација књиге.
Андре Деуч је 1968. објавио збирку Рисиних приповедака Tigers Are Better-Looking, од којих је осам написано без њеног знања 1950-их, а девет је поново објављено из њене збирке The Left Bank and Other Stories. из 1927. године. Њена приповетка "I Spy a Stranger“ из 1969. године, адаптирана је за телевизију 1972. године за ББЦ-јево Тридесетоминутно позориште у којем играју Мона Вашбурн, Ноел Дисон, Хана Марија Правда и Басил Дигнам. 1976. Деуч је објавио још једну збирку својих кратких прича, Sleep It Off Lady, која се састоји од 16 комада из приближно 75-годишњег периода, почев од краја 19. века.

## Касније године
Од 1960. и до краја живота, Рис је живела у Черингтон Фицпејну у Девону, а коју је једном описала као „досадно место које чак и пиће не може много да оживи“. Карактеристично је да је остала без импресије због закаснелог успона књижевне славе, коментаришући: „Дошло је прекасно.“ У једном интервјуу непосредно пре смрти, она је поставила питање да ли би било који романописац, не само она сама, икада могао бити срећан било које време: „Да могу да бирам, радије бих била срећна него писац... ако бих могла поново проживети свој живот и бирати..."

## Смрт
Џин Рис умрла је у Ексетеру 14. маја 1979, у доби од 88 година, пре него што је завршила аутобиографију, коју је започела диктирати само неколико месеци раније.1979. године непотпуни текст објављен је постхумно под насловом Smile Please: An Unfinished Autobiography.

## Заоставштина и почасти
У писаној захвалности из 1974. године у New York Times Book Review, А. Алварез назвао је Џин Рис „сасвим једноставно, најбољим живим енглеским романописцем“. 
Џин Рис је именована за ЦБЕ-а 1978. године у част Нове године.
Књига и сценска игра After Mrs Rochester из 2003. године, од Поли Тил, заснована је на животу Џин Рис и њеној најпознатијој књизи Wide Sargasso Sea.
Енглеска баштина је 2012. плавом плочом обележила њен стан у Челсију у Полтон Хаусу на Полтон Скверу.
2020. оловка у власништву Рис (са другом у власништву Андрее Леви) додата је историјској колекцији Краљевског друштва за књижевност за потписивање њихових књига.